# Isocladus howensis
Isocladus howensis là một loài chân đều trong họ Sphaeromatidae. Loài này được Baker mô tả khoa học năm 1926.